# The Hunger Games: Sunrise on the Reaping
The Hunger Games: Sunrise on the Reaping är en kommande amerikansk science fiction-actionfilm, med planerad premiär 2026. Filmen är regisserad av Francis Lawrence, med manus skrivet av Billy Ray. Den är baserad på romanen Sunrise on the Reaping av Suzanne Collins och blir den sjätte delen i The Hunger Games-filmserien.
Filmen är planerad att ha biopremiär i USA den 20 november 2026, utgiven av Lionsgate.

## Handling
Filmen utspelar sig 24 år före händelserna i originaltrilogin och skildrar det 50:e Hungerspelet, även känt som det andra ”Quarter Quell”. Filmen följer en ung Haymitch Abernathy som utvalts som tribut från Distrikt 12 och kastas in i ett extra brutalt jubileumsspel med särskilda regler.

## Rollista (i urval)
- Joseph Zada – Haymitch Abernathy[4]
- Whitney Peak – Lenore Dove Baird[4]
- Jesse Plemons – Plutarch Heavensbee[4]
- Mckenna Grace – Maysilee Donner[4]
- Kelvin Harrison Jr. – Beetee[4]
- Maya Hawke – Wiress[4]
- Lili Taylor – Mags[4]
- Ben Wang – Wyatt Callow[4]
- Ralph Fiennes – President Snow[4]
- Elle Fanning — Effie Trinket[4]
- Kieran Culkin – Caesar Flickerman[4]
- Glenn Close – Drusilla Sickle[4]
- Billy Porter – Magno Stift[4]
- Edvin Ryding – Vitus[5]
- Iris Apatow – Proserpina[4]
- Molly McCann – Louella[4]
- Iona Bell – Lou Lou[4]

## Produktion
I juni 2024, samtidigt som tillkännagivandet att Suzanne Collins skulle publicera sin nästa del i Hungerspelen-serien, gav Lionsgate Films grönt ljus till en filmatisering av boken, med Francis Lawrence i samtal om att återvända som regissör.
Filmen produceras av Nina Jacobson och Brad Simpson för Color Force, tillsammans med Francis Lawrence. Den 25 juli 2025 rapporterades att produktionen hade påbörjats. Filminspelningarna var planerade att starta någon gång i slutet av juli.